# Богопізнання
Богопізна́ння́ (теогнозія; від грец. θεός — бог та грец. γνώσις — знання, пізнання) — релігійно-філософський та богословський термін, який у широкому розумінні означає можливості, способи, форми та зміст осягнення бога.
За релігійними уявленнями воно становить вищий ступінь пізнавальної діяльності людського духу й можливе завдяки поєднанню «пізнавальних зусиль віри і одкровення».